# 僕旅
『僕旅』（ぼくたび）は、Chicago Poodleの3枚目のフルアルバムにして、メジャーとしては初のフルアルバム。

## 内容
フルのままである既存のシングル3曲とTSUTAYA限定レンタル・ミニアルバム『シカゴプードルちょい聴きCD』にも収録された「バイバイ。」を収録。ちなみに、発売日を11月11日にしたのはバンド名が犬を連想するため、犬の鳴き声の「ワン」と「1」を英語で訳した単語を掛け合わせたものが4つあったからである。

## 収録曲
1. ODYSSEY
作詞：辻本健司　作曲：花沢耕太　編曲：Chicago Poodle・岩倉さとし
2. ハレルヤ
作詞：辻本健司　作曲：花沢耕太　編曲：Chicago Poodle
3. さよならベイベー
作詞：辻本健司　作曲：花沢耕太　編曲：Chicago Poodle・Cho-ru
4. 泡沫
作詞：山口教仁　作曲：花沢耕太　編曲：Chicago Poodle・岩倉さとし
5. 空の青
作詞：花沢耕太・山口教仁　作曲・編曲：花沢耕太
6. ナツメロ
作詞：山口教仁　作曲：花沢耕太　編曲：Chicago Poodle・岩倉さとし
7. バイバイ。
作詞：辻本健司　作曲：花沢耕太　編曲：Chicago Poodle・Cho-ru
8. アイアイ
作詞：山口教仁　作曲：花沢耕太　編曲：Chicago Poodle・Cho-ru
9. スーパースター
作詞：辻本健司　作曲：花沢耕太　編曲：Chicago Poodle・大賀好修
10. 旅人
作詞：山口教仁　作曲：花沢耕太　編曲：Chicago Poodle・岩倉さとし
11. 約束
作詞：山口教仁　作曲：花沢耕太　編曲：Chicago Poodle

## 参加ミュージシャン
- 大賀好修 - ギター (#1.2.3.4.6-11)
- 横尾将臣：サックス (#7.8.10)
- Ritchie Carvalley：パーカッション (#2)

## タイアップ
ハレルヤ
- テレビ金沢『となりのテレ金ちゃん』11月度エンディングテーマ

旅人
- テレビ東京系『ゴルフの真髄』エンディングテーマ